# Nottingham Open
Nottingham Open, офіційно, за назвою фірми-спонсора, Aegon Open Nottingham ( у 2021 році Viking Open) — тенісний турнір для чоловіків та жінок, що проходить у місті Ноттінгем, Велика Британія. Після тимчасового скасування у 2008, турнір було відновлено з сезону 2015 року як змагання категорії ATP World Tour 250, у 2017-му його статус знизили до челенджера.  Він є міжнародним турніром WTA-туру. Матчі проходять на відкритих трав'яних кортах Ноттінгемського тенісного центру. Турнір відбувається в червні і входить до циклу підготовки до Вімблдонського турніру.

## Фінали

### Чоловіки, одиночний розряд
| Рік                         | Чемпіон                                  | Фіналіст                                 | Рахунок                                  |
| Nottingham Open (2017–)     | Nottingham Open (2017–)                  | Nottingham Open (2017–)                  | Nottingham Open (2017–)                  |
| --------------------------- | ---------------------------------------- | ---------------------------------------- | ---------------------------------------- |
| 2023                        | Енді Маррей                              | Arthur Cazaux                            | 6–4, 6–4                                 |
| 2022                        | Ден Еванс (2)                            | Джордан Томпсон                          | 6–4, 6–4                                 |
| 2021                        | Френсіс Тіафо                            | Деніс Кудла                              | 6–1, 6–3                                 |
| 2020                        | Турнір скасовано через пандемію COVID-19 | Турнір скасовано через пандемію COVID-19 | Турнір скасовано через пандемію COVID-19 |
| 2019                        | Ден Еванс                                | Євген Донской                            | 7–6(7–3), 6–3                            |
| 2018                        | Алекс де Мінор                           | Ден Еванс                                | 7–6(7–4), 7–5                            |
| 2017                        | Дуді Села                                | Томас Фаббіано                           | 4–6, 6–4, 6–3                            |
| Тур ATP (2015–2016)         |                                          |                                          |                                          |
| 2016                        | Стів Джонсон                             | Пабло Куевас                             | 7–6(7–5), 7–5                            |
| 2015                        | Денис Істомін                            | Сем Кверрі                               | 7–6(7–1), 7–6(8–6)                       |
| Nottingham Open (2011–2014) |                                          |                                          |                                          |
| 2014                        | Нік Киріос                               | Сем Грот                                 | 7–6(7–3), 7–6(9–7)                       |
| 2013                        | Стів Джонсон                             | Рубен Бемельманс                         | 7–5, 7–5                                 |
| 2012                        | Грега Жемля                              | Кароль Бек                               | 7–6(7–3), 4–6, 6–4                       |
| 2011                        | Дуді Села                                | Жеремі Шарді                             | 6–4, 3–6, 7–5                            |
| 2009- 2010                  | не проводився                            | не проводився                            | не проводився                            |
| Тур ATP (1970–2008)         |                                          |                                          |                                          |
| 2008                        | Іво Карлович (2)                         | Фернандо Вердаско                        | 7–5, 6–7(4–7), 7–6(8–6)                  |
| 2007                        | Іво Карлович                             | Арно Клеман                              | 3–6, 6–4, 6–4                            |
| 2006                        | Рішар Гаске (2)                          | Йонас Бйоркман                           | 6–4, 6–3                                 |
| 2005                        | Рішар Гаске                              | Максим Мирний                            | 6–2, 6–3                                 |
| 2004                        | Парадорн Шрічапхан                       | Томас Юганссон                           | 1–6, 7–6(7–4), 6–3                       |
| 2003                        | Грег Руседскі (2)                        | Марді Фіш                                | 6–3, 6–2                                 |
| 2002                        | Йонас Бйоркман (2)                       | Вейн Артурс                              | 6–2, 6–7(5–7), 6–2                       |
| 2001                        | Томас Юганссон                           | Харел Леві                               | 7–5, 6–3                                 |
| 2000                        | Себастьян Грожан                         | Байрон Блек                              | 7–6(9–7), 6–3                            |
| 1999                        | Седрік Пйолін                            | Кевін Ульєтт                             | 6–3, 7–5                                 |
| 1998                        | Йонас Бйоркман                           | Байрон Блек                              | 6–3, 6–2                                 |
| 1997                        | Грег Руседскі                            | Кароль Кучера                            | 6–4, 7–5                                 |
| 1996                        | Ян Сімерінк                              | Сендон Столл                             | 6–3, 7–6(7–0)                            |
| 1995                        | Хав'єр Франа                             | Тодд Вудбрідж                            | 7–6(7–4), 6–3                            |
| 1978-1994                   | не проводився                            | не проводився                            | не проводився                            |
| 1977                        | No winner                                | Тім Галліксон Хайме Фійоль               | abandoned                                |
| 1976                        | Без переможця                            | Джиммі Коннорс Іліє Настасе              | 6–2, 4–6 1–1 abandoned                   |
| 1975                        | Том Оккер                                | Тоні Роч                                 | 6–1, 3–6, 6–3                            |
| 1974                        | Стен Сміт (2)                            | Олександр Метревелі                      | 6–3, 1–6, 6–3                            |
| 1973                        | Ерік ван Діллен                          | Фрю Макміллан                            | 3–6, 6–1, 6–1                            |
| 1972                        | Джефф Мастерз                            | Премджіт Лалл                            | abandoned due to rain                    |
| 1971                        | Хайме Фійоль                             | Грег Перкінс                             | 6–2, 6–3                                 |
| 1970                        | Стен Сміт                                | Чонсі Стіл III                           | 6–3, 6–1                                 |

### Жінки, одиночний розряд
| 2025                       | Маккартні Кесслер                        | Даяна Ястремська                         | 6–4, 7–5                                 |
| 2024                       | Кеті Бултер                              | Кароліна Плішкова                        | 4–6, 6–3, 6–2                            |
| 2023                       | Кеті Бултер                              | Джоді Барридж                            | 6–3, 6–3                                 |
| 2022                       | Беатріс Аддад Мая                        | Алісон Ріск                              | 6–4, 1–6, 6–3                            |
| 2021                       | Йоганна Конта                            | Чжан Шуай                                | 6–2, 6–1                                 |
| 2020                       | Турнір скасовано через пандемію COVID-19 | Турнір скасовано через пандемію COVID-19 | Турнір скасовано через пандемію COVID-19 |
| 2019                       | Каролін Гарсія                           | Донна Векич                              | 2–6, 7–6(7–4), 7–6(7–4)                  |
| 2018                       | Ешлі Барті                               | Йоганна Конта                            | 6–3, 3–6, 6–4                            |
| 2017                       | Донна Векич                              | Йоганна Конта                            | 2-6, 7–6(7–3), 7–5                       |
| 2016                       | Кароліна Плішкова                        | Алісон Ріск                              | 7–6(10–8), 7–5                           |
| 2015                       | Ана Конюх                                | Моніка Нікулеску                         | 1–6, 6–4, 6–2                            |
| ↑ Міжнародний турнір WTA ↑ |                                          |                                          |                                          |
| 2011–14                    | ITF челенджер                            | ITF челенджер                            | ITF челенджер                            |
| 1974–2010                  | не проводився                            | не проводився                            | не проводився                            |
| 1973                       | Біллі Джин Кінг (2)                      | Вірджинія Вейд                           | 8–6, 6–4                                 |
| 1972                       | Біллі Джин Кінг                          | Івонн Гулагонг                           | дощ завадив грі                          |
| 1971                       | Джуді Гелдман                            | Барбара Гоукрофт                         | 6-4, 7-9, 6-3                            |

### Чоловіки, парний розряд
| Рік                         | Чемпіони                                  | Фіналісти                                | Рахунок                                  |
| Nottingham Open (2017–)     | Nottingham Open (2017–)                   | Nottingham Open (2017–)                  | Nottingham Open (2017–)                  |
| --------------------------- | ----------------------------------------- | ---------------------------------------- | ---------------------------------------- |
| 2023                        | Jacob Fearnley Johannus Monday            | Лієм Броді Джонні О'Мара                 | 6–3, 6–7(6–8), [10–7]                    |
| 2022                        | Джонні О'Мара Кен Скупскі (3)             | Джуліан Кеш Генрі Паттен                 | 3–6, 6–2, [16–14]                        |
| 2021                        | Метт Рейд Кен Скупскі (2)                 | Меттью Ебден Джон-Патрік Сміт            | 4–6, 7–5, [10–6]                         |
| 2020                        | Турнір скасовано через пандемію COVID-19  | Турнір скасовано через пандемію COVID-19 | Турнір скасовано через пандемію COVID-19 |
| 2019                        | Сантьяго Гонсалес Айсам-уль-Хак Куреші    | Ґун Маосінь Чжан Цзе                     | 4–6, 7–6(7–5), [10–5]                    |
| 2018                        | Фредерік Нільсен Джо Солсбері             | Остін Крайчек Джіван Недунчежіян         | 7–6(7–5), 6–1                            |
| 2017                        | Кен Скупскі Ніл Скупскі                   | Метт Рейд Джон-Патрік Сміт               | 7–6(7–1), 2–6, [10–7]                    |
| Тур ATP (2015–2016)         |                                           |                                          |                                          |
| 2016                        | Домінік Інглот Деніел Нестор              | Іван Додіг Марсело Мело                  | 7–5, 7–6(7–4)                            |
| 2015                        | Кріс Гуччоне Андре Са                     | Пабло Куевас Давід Марреро               | 6–2, 7–5                                 |
| Nottingham Open (2011–2014) |                                           |                                          |                                          |
| 2014                        | Раміз Джунейд Майкл Вінус                 | Рубен Бемельманс Ґо Соеда                | 4–6, 7–6(7–1), [10–6]                    |
| 2013                        | Санчай Ратіватана Сончат Ратіватана       | Пурав Раджа Дівідж Шаран                 | 7–6(7–5), 6–7(3–7), [10–8]               |
| 2012                        | Олів'є Шарруен Мартін Фішер               | Євген Донской Андрій Кузнєцов            | 6–4, 7–6(8–6)                            |
| 2011                        | Рік де Вуст Аділ Шамасдін                 | Трет Х'юї Ізак ван дер Мерве             | 6–3, 7–6(11–9)                           |
| 2009-2010                   | не проводився                             | не проводився                            | не проводився                            |
| Тур ATP (1995–2008)         |                                           |                                          |                                          |
| 2008                        | Бруно Соарес Кевін Ульєтт                 | Джефф Кутзе Джеймі Маррей                | 6–2, 7–6(7–5)                            |
| 2007                        | Джеймі Маррей Ерік Буторак                | Джошуа Гудолл Росс Гатчінс               | 4–6, 6–3, 10–5                           |
| 2006                        | Джонатан Ерліх (2) Енді Рам (2)           | Ігор Куніцин Дмитро Турсунов             | 6–3, 6–2                                 |
| 2005                        | Джонатан Ерліх Енді Рам                   | Сімон Аспелін Тодд Перрі                 | 4–6, 6–3, 7–5                            |
| 2004                        | Пол Генлі Тодд Вудбрідж                   | Рік Ліч Браян Макфі                      | 6–4, 6–3                                 |
| 2003                        | Боб Браян Майк Браян (2)                  | Джошуа Ігл Джаред Палмер                 | 7–6(7–3), 4–6, 7–6(7–4)                  |
| 2002                        | Майк Браян Марк Ноулз (тенісист)          | Доналд Джонсон Джаред Палмер             | 0–6, 7–6(7–3), 6–4                       |
| 2001                        | Доналд Джонсон (2) Джаред Палмер          | Пол Генлі Ендрю Кратцманн                | 6–4, 6–2                                 |
| 2000                        | Піт Норвал Доналд Джонсон                 | Елліс Феррейра Рік Ліч                   | 1–6, 6–4, 6–3                            |
| 1999                        | Патрік Гелбрайт (2) Джастін Гімелстоб (2) | Маріус Барнард Брент Гейгарт             | 5–7, 7–5, 6–3                            |
| 1998                        | Джастін Гімелстоб Байрон Талбот           | Себастьян Ларо Деніел Нестор             | 7–5, 6–7, 6–4                            |
| 1997                        | Елліс Феррейра Патрік Гелбрайт            | Денні Сепсфорд Кріс Вілкінсон            | 4–6, 7–6, 7–6                            |
| 1996                        | Марк Петчі Денні Сепсфорд                 | Ніл Брод Піт Норвал                      | 6–7, 7–6, 6–4                            |
| 1995                        | Люк Єнсен Мерфі Єнсен                     | Патрік Гелбрайт Дані Віссер              | 6–2, 6–4                                 |

### Жінки, парний розряд
| 2025                       | Беатріс Аддад Мая Лаура Зігемунд         | Анна Даніліна Ена Сібахара               | 6–3, 6–2                                 |
| 2024                       | Габріела Дабровскі Ерін Рутліфф          | Гаррієт Дарт Діан Паррі                  | 5–7, 6–3, [11–9]                         |
| 2023                       | Ульрікке Ейкері Інгрід Ніл               | Гаррієт Дарт Гезер Вотсон                | 7–6(8–6), 5–7, [10–8]                    |
| 2022                       | Беатріс Аддад Мая Чжан Шуай              | Каролін Доулгайд Моніка Нікулеску        | 7–6(7–2), 6–3                            |
| 2021                       | Людмила Кіченок Макото Ніномія           | Керолайн Долегайд Сторм Сендерс          | 6–4, 6–7(3–7), [10–8]                    |
| 2020                       | Турнір скасовано через пандемію COVID-19 | Турнір скасовано через пандемію COVID-19 | Турнір скасовано через пандемію COVID-19 |
| 2019                       | Дезіре Кравчик Джуліана Олмос            | Еллен Перес Аріна Родіонова              | 7–6(7–5), 7–5                            |
| 2018                       | Аліція Росольська Абігейл Спірс (2)      | Міхаела Бузернеску Гезер Вотсон          | 6–3, 7–6(7–5)                            |
| 2017                       | Монік Адамчак Сторм Сендерз              | Джоселін Рей Лора Робсон                 | 6–4, 4–6, [10–8]                         |
| 2016                       | Андреа Главачкова Пен Шуай               | Габріела Дабровскі Ян Чжаосюань          | 7–5, 3–6, [10–7]                         |
| 2015                       | Ракель Копс-Джонс Абігейл Спірс          | Джоселін Рей Анна Сміт                   | 3–6, 6–3, [11–9]                         |
| ↑ Міжнародний турнір WTA ↑ |                                          |                                          |                                          |
| 2011–14                    | ITF челенджер                            | ITF челенджер                            | ITF челенджер                            |
| 1974–2010                  | не проводився                            | не проводився                            | не проводився                            |
| 1973                       | Розі Казалз Біллі Джин Кінг              | Кріс Еверт Бетті Стеве                   | 6–2, 9–7                                 |